# Good Grief (singolo)
Good Grief è un singolo del gruppo musicale britannico Bastille, il primo estratto dal secondo album in studio Wild World e pubblicato il 16 giugno 2016.

## La canzone
Traccia d'apertura dell'album, la frase contenuta nell'introduzione nel brano è una citazione di Kelly LeBrock nel ruolo di Lisa nel film La donna esplosiva del 1985.

## Tracce
Download digitale
1. Good Grief – 3:26

Download digitale – Don Diablo Remix
1. Good Grief (Don Diablo Remix) – 3:59

Download digitale – Bunker Sessions
1. Good Grief (Bunker Sessions) – 3:28

Download digitale – Autograf Remix
1. Good Grief (Autograf Remix) – 3:50

Download digitale – MK Remix
1. Good Grief (MK Remix) – 5:36

7" (Regno Unito)
- Lato A

1. Good Grief – 3:26

- Lato B

1. Good Grief (Bunker Sessions) – 3:28

## Classifiche
| Classifica (2016)  | Posizione massima |
| ------------------ | ----------------- |
| Austria            | 33                |
| Belgio (Fiandre)   | 20                |
| Belgio (Vallonia)  | 62                |
| Germania           | 46                |
| Italia             | 34                |
| Paesi Bassi        | 47                |
| Regno Unito        | 24                |
| Stati Uniti (rock) | 14                |